# Saint-Luperce

Saint-Luperce este o comună în departamentul Eure-et-Loir, Franța. În 1 ianuarie 2022 avea o populație de 994 de locuitori.